# Рамитский район
Рамитский район — административно-территориальная единица в составе Таджикской ССР и Сталинабадской области, существовавшая в 1935—1950 годах. Площадь района по данным 1947 года составляла 2,9 тыс. км². Население по данным 1939 года составляло 13 246 чел., в том числе таджики — 96,9 %, узбеки — 1,5 %, русские — 1,1 %.
Рамитский район был образован в составе Таджикской ССР в 1935 году из части Янги-Базарского района.
27 октября 1939 года Рамитский район вошёл в состав Сталинабадской области.
14 января 1943 года в Рамитском районе были образованы Калининский и Ленинский кишлачные советы.
22 июля 1950 года Рамитский район был упразднён, а его территория передана в Рохатинский район.